# Sulcospira sulcospira
Sulcospira sulcospira is een slakkensoort uit de familie van de Pachychilidae. De wetenschappelijke naam van de soort is voor het eerst geldig gepubliceerd in 1849 door Mousson.